# DX Рака
DX Рака (лат. DX Cancri) — одиночная звезда в созвездии Рака. Находится в 11,82 светового года от Солнца.

## Характеристики
DX Рака принадлежит к классу тусклых и относительно холодных звёзд — красных карликов. Имеет массу менее 9 % массы Солнца. Хотя она находится довольно близко к нам, её невозможно увидеть невооружённым глазом. Первым, кто определил собственное движение звезды, был, скорее всего, Виллем Лейтен (1899—1994), который составил каталог из более чем 250 000 звёзд. Ближайший сосед DX Рака — звезда Процион (5,0 св. года).
Планетарных объектов в системе DX Рака пока обнаружено не было. По расчётам, обитаемая зона в системе (где температурные условия на планете аналогичны земным) будет находиться на расстоянии 0,04 а.е. от звезды.

## Ближайшее окружение звезды
Следующие звёздные системы находятся на расстоянии в пределах 10 световых лет от DX Рака:
| Звезда                  | Спектральный класс | Расстояние, св. лет |
| Процион AB              | F5 V-IV / DA-F/VII | 5,0                 |
| LTT 12352               | M3,5 V             | 5,1                 |
| Звезда Лейтена          | M3,5-5 V           | 5,5                 |
| GJ 1116 AB              | M5,5 V / M5,5 V    | 5,7                 |
| Лаланд 21185            | M2,1 Ve            | 6,7                 |
| AD Льва                 | M3 Ve              | 7,3                 |
| Вольф 359               | M5,8 Ve            | 7,7                 |
| Грумбридж 1618          | K5-7 Ve            | 8,2                 |
| Вольф 294               | M3 V               | 8,2                 |
| Росс 614 AB             | M4,5 Ve / M8 V     | 9,1                 |
| WX Большой Медведицы AB | M1 Ve / M5,5 Ve    | 9,2                 |
| Сириус                  | A1 Vm / DA2        | 9,2                 |